# علامات عصبية بؤرية
تدعى أيضاً العلامات البؤرية للجهاز العصبي المركزي أو النقص العصبي البؤري، وهي مجموعة من علل الأعصاب، أو الحبل الشوكي، أو وظائف الدماغ التي تؤثر على منطقة محددة من الجسم ومثالها : ضعف اليد اليسرى أو القدم اليمنى، الخَزَل ، الشلل . 
قد تحدث العلامات العصبية البؤرية بسبب ظروف طبية متنوعة مثل إصابات الرأس  ، الأورام، أو الجلطات ، أو بسبب بعض الأمراض كالتهاب السحايا أو التهاب الدماغ أو قد تكون كعرض جانبي لأحد الأدوية كأدوية التخدير .

## علامات الفص الجبهي
غالباً ما تتضمن علاماتُ الفص الجبهي الجهازَ الحركي، وقد تحتوي على العديد من الاختلالات اعتمادا على جزء الفص الجبهي المصاب 
- المشية غير المتزنة .
- تيبس العضلات، مقاومة حركات الأطراف اللافاعلة (التوتر العضلي) .
- شلل أحد الأطراف (شلل أحادي) أو شلل مساحة أكبر :كشلل جهة من جهات الجسم (الشلل النصفي) .
- شلل الرأس أو حركات العين .
- فقدان القدرة على التعبير بالكلام، وهو ما يوصف بالحُبسة التعبيرية [الإنجليزية] أو حُبسة بروكا .
- النوبات البؤريّة التي قد تمتد إلى أماكن مجاورة (نوبات جاكسونيان) .
- النوبات الكبيرة أو النوبات التوترية-الرَمَعيّة .
- تغيرات الشخصية مثل: إزالة التثبّط، المزح غير الملائم، الغضب بدون تحريض، فقدان المبادرة والاهتمام، فقدان التعاطف، الخرس اللاحركي، التخلف العام.
- علامات تحرير الفص الأمامي [الإنجليزية]: وتعني إعادة ظهور المنعكسات البدائية مثل: منعكس سنوت، منعكس القبض، المنعكس الراحي-الدماغي.
- فقدان الشم على جانب واحد (الخُشام) .

## علامات الفص الجداري
تشتمل علامات الفص الجداري غالباً على الإحساسات الجسدية، وقد تتضمن:
- فقدان الحس اللمسي .
- فقدان استقبال الحس العميق ؛ وهو الإحساس بالوضعية وبالحركات اللافاعلة.
- متلازمة الإهمال الحسّي والبصري ، هي عدم القدرة على الانتباه لأمور تحدث في مناطق معينة من بيئة الإنسان الحسية أو المكانية. وقد تكون هذه الحالة شديدة لدرجة قد تصل إلى إهمال أحد الأطراف .
- فقدان القدرة على القراءة، الكتابة، أو الحساب (عسر القراءة، عسر الكتابة، عسر الحساب) .
- فقدان القدرة على إيجاد مكان معرّف (العمه الجغرافي).
- عدم القدرة على التعرف على الأشياء بواسطة اللمس ( استروجنوزيا) .

## علاماتالفص الصدغي
تشتمل علامات الفص الصدغي على الإحساسات السمعية والذاكرة، وقد تتضمن: 
- الصمم: دون وجود ضرر على تركيب الأذن وهذا ما يدعى الصمم القشري [الإنجليزية] .
- طنين الأذن، والهلوسات السمعية .
- عدم القدرة على استيعاب الموسيقى أو اللغة، وهو ما يوصف بالحبسة الاستقبالية (حبسة فيرنيكس) .
- فقدان الذاكرة، وقد تؤثر على الذاكرة قصيرة أو طويلة الأمد أو على كلتيهما .
- اضطرابات أخرى في الذاكرة مثل: دي جي فو .
- الهلوسات المعقدة والمتعددة الدوارج .
- النوبات الجزئية المركبة (صرع الفص الصدغي) .

## علامات الفص القذالي
تشتمل علامات الفص القذالي على الإحساسات البصرية، وقد تتضمن:
- فقدان البصر الكلي (العمى القشري) .
- فقدان البصر وإنكار الفقدان (متلازمة انتون) .
- فقدان البصر على أحد أنصاف المجال البصري لكلتا العينين (العمى المتماثل [الإنجليزية]) .
- العمى الإبصاري؛ وتعني عدم القدرة على التعرف على الأجسام المعروفة، الألوان، أو الوجوه .
- الأوهام البصرية، مثل وهم الصغر ( حيث تبدو الأشياء أصغر) ووهم الكبر (حيث تبدو الأشياء أكبر) .
- الهلوسات البصرية وتعني ظهور نماذج بدائية مثل الأشكال المتعرجة أو اللامعة، على أحد أنصاف المجال البصري على كل عين. (على العكس، الهلوسات البصرية للفص الصدغي تُظهر نماذج معقدة وتؤثّر على كامل المجال البصري) .

## العلامات الليمفاوية (الحوفيّة)
يشمل تلف الجهاز الليمفاوي فقدان أو تلف الذاكرة وقد تتضمن: 
- فقدان أو تشويش الذاكرة طويلة الأمد قبل حدوث التلف العصبي (فقد الذاكرة الرجوعي –السابق للإصابة-) .
- فقدان القدرة على تكوين ذكريات جديدة (فقد الذاكرة التقدمي) .
- فقدان، أو نقص المشاعر (اللامبالاة) .
- فقدان وظائف الشم .
- فقدان القدرة على اتخاذ القرار .

## العلامات المخيخية
تشتمل العلامات المخيخية على التوازن والتنسيق، وقد تتضمن: 
- المشية الرَنَحيّة مع قاعدة عريضة، حيث يميل المريض إلى جهة الإصابة (الترنّح) .
- غياب القدرة على التنسيق بين الحركات الدقيقة (رعاش الحركة [الإنجليزية])، مثال: «تجاوز النقطة» أي الإشارة بعد الأصبع في اختبار الأصبع-الأنف .
- عدم القدرة على القيام بالحركات السريعة المتبادلة (خلل تناوبية الحركات)، مثال: عدم القدرة على قلب اليد بسرعة.
- حركات العين الأفقية اللاإرادية (الرأرأة) .
- الرُّتّة (التأتأة)، غالباً ما تُصاحب الضرر الواقع على الجهتين، حيث يكون الكلام في هذه الحالة متلعثماً (كلام تَفَرُّسي أو كلام ستاكاتو) .

## علامات جذع الدماغ
تتضمن علامات جذع الدماغ العديد من الاختلالات الحسية والحركية، ويعتمد ذلك على مسار الليف ونواة العصب القحفي التي تأثرت .

## علامات الحبل الشوكي
تشمل علامات الحبل الشوكي الشلل الأحادي مع فقدان الإحساس على الجهة المقابلة